# Aragua Voleibol Club
El Aragua Voleibol Club es un equipo de voleibol venezolano de la ciudad de Maracay, estado Aragua. Afiliado a la Liga Venezolana de Voleibol desde la temporada 2011. Disputa los partidos en el Gimnasio Cubierto Mauricio Johnson de Maracay].

## Historia
El Aragua Voleibol Club fue Fundado en el 2011, participa en la Liga Venezolana de Voleibol desde la temporada 2011, siendo uno de los equipos fundadores, además de ser el primer equipo en ganar un partido en la Liga ante Mágicos de Caracas.
En el liga 2012 clasificó a la ronda semifinal por vez primera y se enfrentó al subcampeón de la pasada edición Industriales de Valencia al cual vence en 2 juegos, para luego caer en su primera Final contra Vikingos de Miranda y conseguir su primer Subcampeonato.
En el 2013, Participó por primera vez con el equipo femenino, quienes se alzaron con el Primer Campeonato Femenino de la Liga Venezolana de Voleibol. En el 2014, participó con ambos equipos: tanto masculino como femenino, logrando el Segundo Campeonato Femenino, y el Tercer lugar del Masculino. en este año 2014, también representó a Venezuela en el Campeonato Sudamericano de clubes Femenino en Sao Paulo Brasil, ocupando un quinto lugar. De esta forma se constituye en la única Divisa de la Liga Venezolana de Voleibol que ha participado con los dos equipos masculino y femenino desde su fundación. Su Junta Directiva presidida desde su creación por Angela Castaño, reconocida dirigente deportiva nacional, cuenta en la secretaría con Oscar Palencia baluarte del voleibol aragüeño, con Yeivic Jiménez quien a su vez se desempeña como estadístico asistente a la vicepresidencia internacional de NORCECA, y en el Consejo de honor, con Herminia de Márquez entre otros. El Aragua Voleibol Club se ha consolidado a nivel nacional e internacional como una experiencia deportiva de primera línea para el desarrollo de la disciplina.